# Jolanda Jones

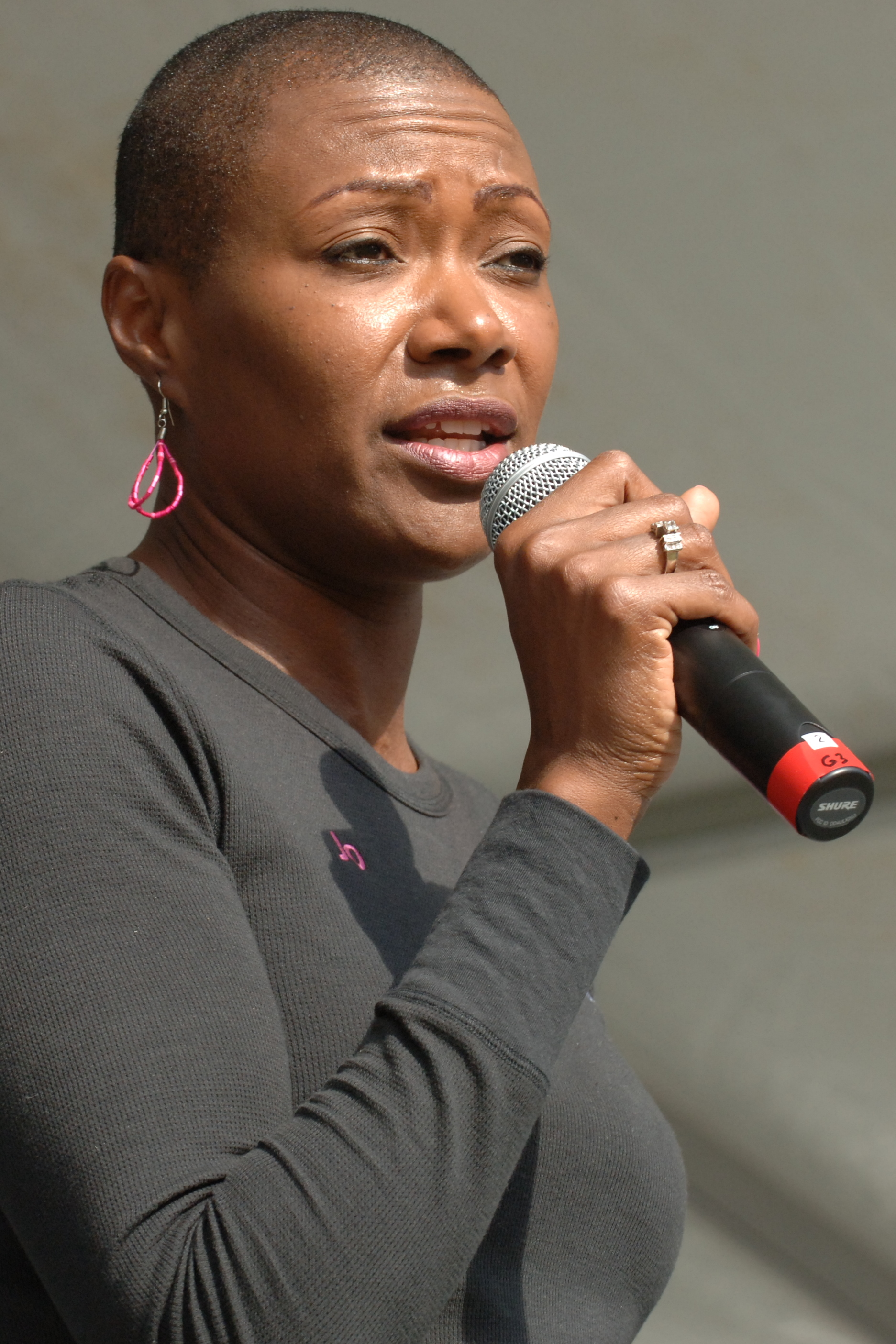
Jolanda Jones, 2009

Jolanda Jones (* 6. November 1959) ist eine ehemalige US-amerikanische Siebenkämpferin.
Bei den Panamerikanischen Spielen 1987 in Indianapolis gewann sie Bronze.
1989 wurde sie US-Meisterin. Für die University of Houston startend wurde sie 1986, 1987 und 1989 NCAA-Meisterin. Ihre persönliche Bestleistung von 6068 Punkten stellte sie am 6. Juni 1987 auf.
2004 war sie Kandidatin bei Survivor. Von 2008 bis 2011 gehörte sie dem Stadtrat von Houston an.